# Захарів (Котельніковський район)
Захарів (рос. Захаров) — хутір у Котельніковському районі Волгоградської області Російської Федерації.
Населення становить 489  осіб. Входить до складу муніципального утворення Захаровське сільське поселення.

## Історія
Хутір розташований у межах українського історичного та культурного регіону Жовтий Клин.
Згідно із законом від 14 березня 2005 року № 1028-ОД органом місцевого самоврядування є Захаровське сільське поселення.

## Населення
| 1859 | 1873 | 1897 | 1915 | 2010 |
| ---- | ---- | ---- | ---- | ---- |
| 299  | ↘196 | ↗309 | ↗388 | ↗489 |